# Loxodocus nitidus
Loxodocus nitidus là một loài tò vò trong họ Ichneumonidae.